# Pothum Plaščanski
Pothum Plaščanski is een plaats in de gemeente Plaški in de Kroatische provincie Karlovac. De plaats telt 96 inwoners (2001).